# Port de Bekker
Le port de Bekker (estonien : Bekkeri sadam) est un port maritime situé dans le quartier de Kopli à Tallinn en Estonie. 

## Présentation
Le port est situé dans la baie de Kopli sur la côte sud-ouest de la péninsule de Kopli, entre le port des gardes-frontières (et) et le port de Meeruse.
Le territoire du port couvre 141 171 m2 de terrain et 336 300 m2 d'eau. 
Le port dispose de 4 postes d'amarrage d'une longueur totale de 620 m. La profondeur maximale au quai est de 7,5 m.
Les dimensions du plus grand bateau possible sont : longueur 140 m, largeur 22 m, tirant d'eau 6,5 m.
Le port a été construit entre 1912 et 1913 pour le  chantier naval de Bekker (et).

## Galerie

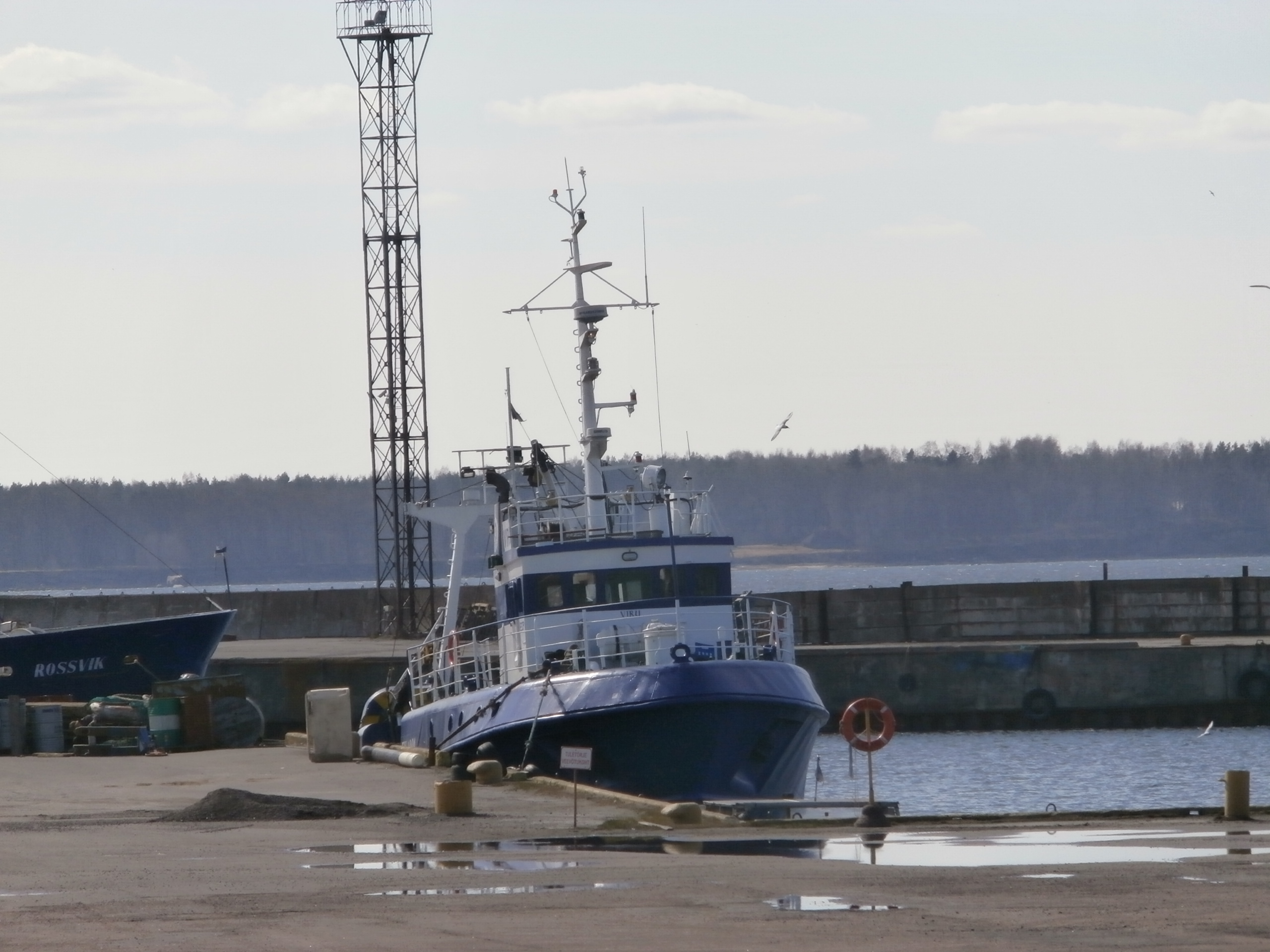
Le chalutier Viru a quai au port de Bekker.